# Karolis Jasaitis
Karolis Jasaitis (in russo Каролис Ясайтис?, Karolis Jasajtis; 1º novembre 1981) è un ex calciatore lituano, di ruolo centrocampista.

## Carriera

### Club
Dopo aver giocato con varie squadre lituane, nel 2011 si trasferisce al Nižnij Novgorod.

### Nazionale
Conta una presenze con la Nazionale lituana.

## Palmarès

### Club

#### Competizioni nazionali
- Coppa di Lituania: 2

Žalgiris: 2003
Sūduva: 2006
- Supercoppa di Lituania: 1

Žalgiris: 2003